# 나도누운털개미
나도누운털개미(Lasius brunneus)는 털개미속에 속한 개미의 종이다. 이 개미는 유럽에서 광범위하게 분포하여, 북쪽으로는 스웨덴에서 남쪽으로는 아나톨리아에 이른다. 영국에서는 거의 언제나 참나무나 썩어가는 뿌리에 둥지를 짓는 모습으로 발견된다.